# Lüninck (Adelsgeschlecht)

Wappen derer von Lüninck

Lüninck (auch Lüning, Lünig, Lenick oder Luninck) ist der Name eines alten rheinisch-westfälischen Adelsgeschlechts. Die Herren von Lüninck gehören zum Niederrheinischen katholischen Uradel. Zweige der Familie bestehen bis heute.

## Geschichte

### Ursprünge
Die Stammreihe beginnt nach Kneschke mit Menfried von Lüninck, der um 1315 gelebt hat. Erstmals urkundlich erwähnt wird das Geschlecht 1444 bis 1489 mit dem herzoglich jülich-bergischen Kanzler Dietrich Lunynck († 1494). Er war verheiratet mit Anna von Bellinghausen zu Altenbernsau.
Seine Söhne gehörten zum bergischen und ravensbergischen Adel. Wilhelm († 1530) war von 1484 bis 1528 ebenfalls in der jülich-bergischen Kanzlei tätig und Dietrich († 1538) wurde Drost zu Ravensberg.

### Ausbreitung und Besitzungen

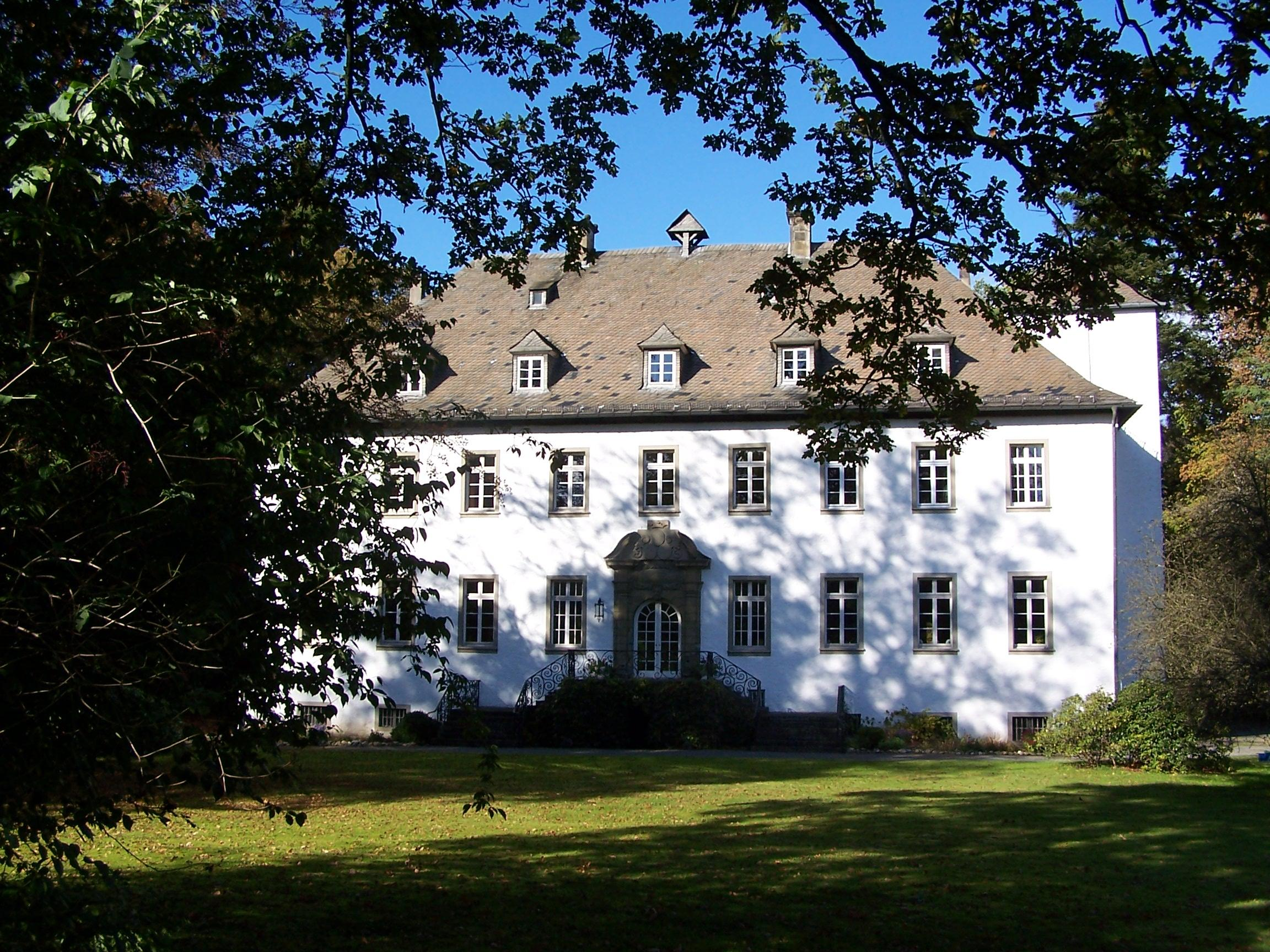
Haus Ostwig

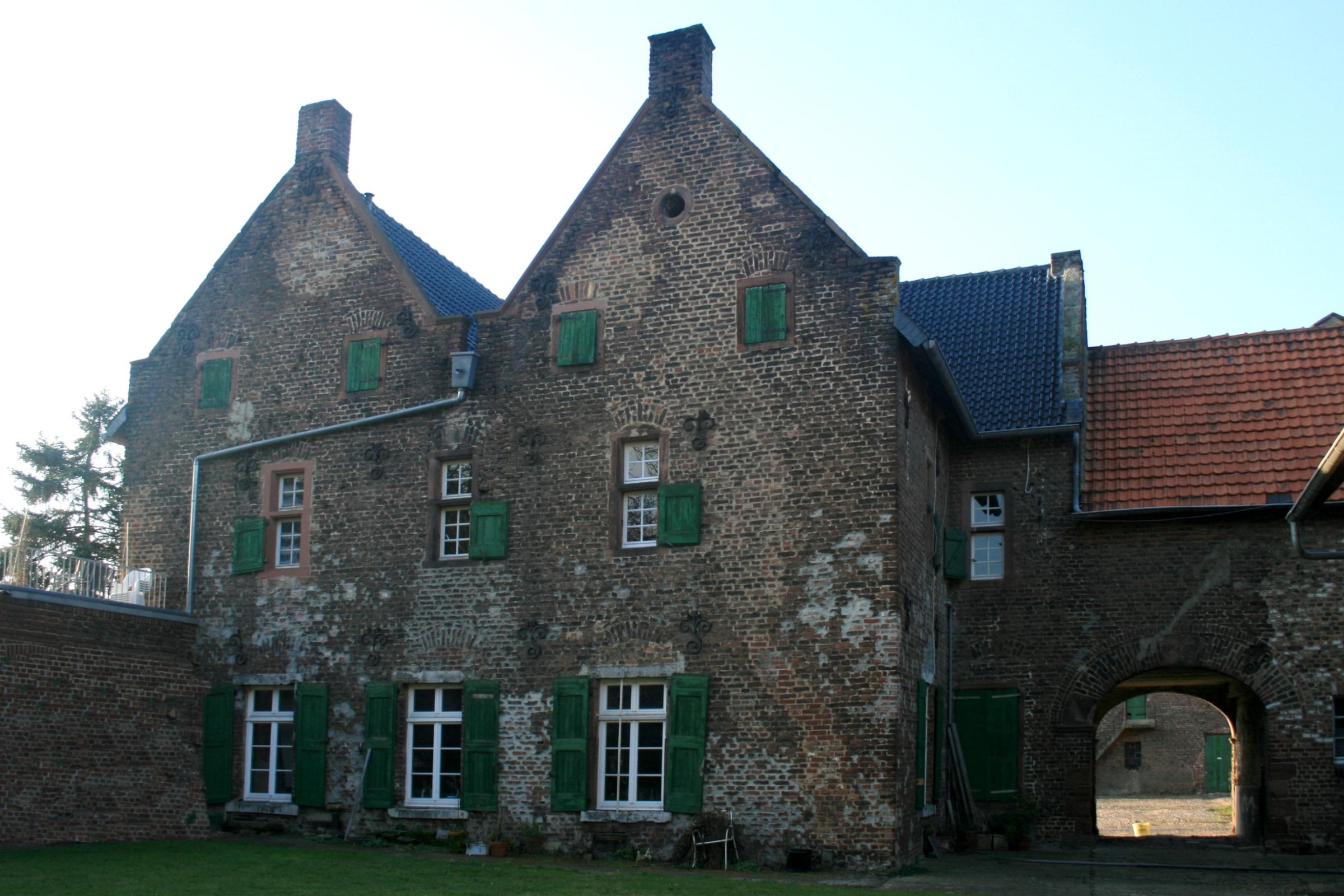
Burg Bourheim

1530 saß die Familie zu Wittenstein (heute Ortslage von Ennepetal), 1550 zu Niederpleis, 1562 zu Cappelen und 1580 zu Honrath. Johann von Lüninck zu Niederpleis unterschrieb 1628 auf dem Landtag zu Düsseldorf eine Protestation der jülich-bergischen Ritterschaften zur Aufrechterhaltung ihrer Gerechtsame. Wilhelm Bertram von Lüninck zu Niederpleis, kurpfälzischer Kammerherr, schwor 1666 bei der bergischen Ritterschaft auf.
1771 kam aus dem Erbe der Familie von Hanxleden das Haus Ostwig im Sauerland an die Familie und blieb bis heute in ihrem Besitz. Johann Theodor Franz Freiherr von Lüninck (* 1749; † 1814), Herr auf Ostwig, Borg und Meineringhausen, wurde kurkölnischer Kammerherr und königlich spanischer Oberstleutnant. Sein Bruder Paul Franz Bernhard Freiherr von Lüninck (* 1754) starb 1816 als königlich preußischer Oberst. Ein weiterer Bruder, Ferdinand Hermann Maria Freiherr von Lüninck (* 1755), wurde 1795 der 65. Abt im Kloster Corvey. Er starb 1825 als letzter Fürstbischof von Corvey und Bischof von Münster.
Nach der Errichtung der Provinz Westfalen Anfang des 19. Jahrhunderts traten Angehörige der Familie in preußische Staats- und Militärdienste und wurden Offiziere in der preußischen Armee.
Aus dem Erbe der Freiherren von Fürstenberg-Körtlinghausen kam im 20. Jahrhundert die Burg Bourheim bei Jülich in den Besitz der Familie von Lüninck.

### Standeserhebungen
Am 6. Februar 1845 zu Berlin erhielten Engelbert von Lüninck, königlich preußischer Premier-Leutnant im 5. Ulanenregiment, und seine Geschwister Carl, Joseph und Francisca von Lüninck, Stiftsdame zu Gesecke, eine preußische Anerkennung des Freiherrenstandes.

## Wappen
Das Stammwappen zeigt in Silber einen nach rechts schreitenden natürlichen (auch schwarzen) Sperling. Auf dem Helm der Sperling zwischen einem schwarzen Adlerflug. Die Helmdecken sind schwarz-silbern.
Das Wappen ist redend, da im Niederdeutschen der Sperling auch Lüning genannt wird.

## Namensträger
- Carl von Lüninck (1794–1872), deutscher Gutsbesitzer und Politiker
- Ferdinand Freiherr von Lüninck (1888–1944), deutscher Gutsbesitzer und Offizier
- Ferdinand von Lüninck (1755–1825), Fürstbischof von Corvey und Bischof von Münster
- Franz von Lüninck (1897–1984), Landrat im Kreis Rößel (1933–1937)
- Hermann Freiherr von Lüninck (1893–1975), deutscher Verwaltungsjurist und Agrarpolitiker
- Hedwig von Beverfoerde, geborene Hedwig von Lüninck (* 1963), deutsche Politikerin